# Västerören, Hangö
Västerören är en ö i Finland. Den ligger i Finska viken eller Skärgårdshavet och i kommunen Hangö i den ekonomiska regionen  Raseborg i landskapet Nyland, i den södra delen av landet. Ön ligger omkring 98 kilometer väster om Helsingfors.
Öns area är 1,2 hektar och dess största längd är 180 meter i sydväst-nordöstlig riktning.